# François Hollande
François Gérard Georges Nicolas Hollande (tiếng Pháp: [fʁɑ̃swa ʔɔlɑ̃d] ⓘ; sinh ngày 12 tháng 8 năm 1954) là cựu tổng thống Pháp, chính trị gia thuộc Đảng Xã hội. Với cương vị nguyên thủ quốc gia, Hollande đương nhiên nhận tước vị Hoàng thân xứ Andorra và là Tổng Chỉ huy Binh đoàn Danh dự (Légion d'honneur, gồm những người được thưởng Huân chương Bắc đẩu Bội tinh). Ông cũng là Bí thư thứ nhất của Đảng Xã hội Pháp từ năm 1997 tới năm 2008 và là một Nghị sĩ Quốc hội Pháp đại diện cho Khu vực bầu cử số 1 Corrèze từ năm 1997, và trước đó đã giữ ghế này từ năm 1988 tới năm 1993. Ông từng là Thị trưởng Tulle từ năm 2001 đến năm 2008, và Chủ tịch Hội đồng Corrèze từ năm 2008 tới năm 2012. Ông đã được bầu làm Tổng thống Pháp ngày 6 tháng 5 năm 2012, đánh bại đương kim Tổng thống Nicolas Sarkozy. Ông chính thức nhậm chức ngày 15 tháng 5 năm 2012.

## Tuổi trẻ và nhân thân
Hollande sinh tại Rouen, Seine-Maritime, Thượng Normandy, trong một gia đình trung lưu. Mẹ ông, Nicole Frédérique Marguerite Tribert (1927–2009), là một nhân viên xã hội, và cha ông, Georges Gustave Hollande, một bác sĩ tai, mũi, họng người "từng một lần tham gia tranh cử cho phe cực hữu vào chính trường địa phương". Họ "Hollande" "được cho là xuất xứ từ những tổ tiên Calvinist, những người đã bỏ chạy khỏi Hà Lan (Holland) ở thế kỷ 16 và lấy họ theo tên tổ quốc cũ." Hollande là một tín đồ Cơ đốc.

### Giáo dục
Ông theo học trường Saint Jean-Baptiste de La Salle, sau đó là HEC Paris, ENA, và Science Po. (Viện Nghiên cứu Chính trị Paris). Ông tốt nghiệp ENA năm 1980. Ông từng sống tại Mỹ trong mùa hè năm 1974 khi còn là một sinh viên. Ngay sau khi tốt nghiệp, ông được nhận làm hội viên hội đồng tại Tòa án Kiểm toán.

## Buổi đầu sự nghiệp chính trị
Sau khi làm việc như một sinh viên tình nguyện trong chiến dịch tranh cử bầu cử tổng thống năm 1974 không thành công của François Mitterrand, Hollande gia nhập Đảng Xã hội Pháp năm năm sau đó. Ông nhanh chóng được Jacques Attali, một cố vấn cao cấp của Mitterrand chú ý, ông đã thu xếp để Hollande tham gia tranh cử vào Quốc hội Pháp trong cuộc bầu cử năm 1981 tại Corrèze chống lại Tổng thống tương lai Jacques Chirac, người khi ấy là lãnh đạo của đảng Tập hợp vì nền Cộng hòa, một đảng Gaullist mới. Hollande thua cuộc trước Chirac ở vòng một, dù ông sẽ tiếp tục trở thành một Cố vấn Đặc biệt cho Tổng thống mới được bầu Mitterrand, trước khi làm việc như một nhân viên của Max Gallo, người phát ngôn chính phủ. Sau khi trở thành một Ủy viên Hội đồng Thành phố của Ussel năm 1983, ông lần thứ hai đứng đại diện cho Corrèze tham gia vào cuộc bầu cử năm 1988, lần này ông trúng cử vào Quốc hội. Hollande không được tài cử vào Quốc hội trong cái gọi là "làn sóng xanh" của cuộc bầu cử năm 1993, được miêu tả như vậy bởi số lượng ghế cánh Hữu giành được từ Đảng Xã hội.

## Bí thư thứ nhất Đảng Xã hội

Hollande cùng Ségolène Royal trong một cuộc vận động bầu cử cho cuộc bầu cử năm 2007

Khi nhiệm kỳ của Tổng thống Mitterrand sắp kết thúc, Đảng Xã hội bị chia rẽ bởi một cuộc đấu tranh nội bộ giữa các phe nhóm để giành ảnh hưởng lãnh đạo đảng. Hollande cam kết hòa giải và thống nhất đảng phía sau Jacques Delors, Chủ tịch Ủy ban châu Âu, nhưng Delors phản đối các tham vọng của ông chạy đua vào ghế Tổng thống Pháp trong cuộc bầu cử năm 1995, dẫn tới việc Lionel Jospin giành lại vị trí lãnh đạo đảng mà ông từng giữ trước đó. Jospin chọn Hollande làm người phát ngôn chính thức của Đảng, và Hollande tiếp tục một lần nữa tranh cử cho Corrèze trong cuộc bầu cử năm 1997, giành chiến thắng và quay lại Quốc hội. Cùng năm đó, Jospin trở thành Thủ tướng Pháp, và Hollande giành chiến thắng trong cuộc bầu cử trở thành người kế vị làm Bí thư thứ nhất của Đảng Xã hội Pháp, một chức vụ ông sẽ giữ trong 11 năm. Bởi vị thế rất mạnh của Đảng Xã hội trong Chính phủ Pháp trong giai đoạn này, vị trí của Hollande khiến ông được một số người gọi là "Phó Thủ tướng". Hollande tiếp tục được bầu làm Thị trưởng Tulle năm 2001, một chức vụ ông sẽ giữ trong 7 năm tiếp theo.
Hành động từ chức giữa nhiệm kỳ của Jospin sau thất bại nặng nề trước ứng cử viên cực hữu Jean-Marie Le Pen ở vòng đầu của cuộc bầu cử Tổng thống Pháp năm 2002 khiến Hollande trở thành gương mặt đại diện của đảng cho cuộc bầu cử lập pháp năm 2002 nhưng, dù ông đã cố gắng hạn chế những thất bại và được tái cử đại diện cho khu vực của mình nhưng Đảng Xã hội đã mất đa số trong quốc hội. Để chuẩn bị cho Đại hội năm 2003 của đảng tại Dijon, ông đã có được sự ủng hộ của nhiều nhân vật đáng chú ý trong đảng và được tái cử làm Bí thư thứ nhất trước các phe cánh tả trong đảng. Sau thắng lợi của cánh Tả trong cuộc bầu cử địa phương năm 2004, Hollande được coi như một ứng cử viên tổng thống tiềm tàng, nhưng Đảng Xã hội bị chia rẽ về Hiến pháp châu Âu, và sự ủng hộ Hollande cho lập trường đồng ý yểu mệnh trong cuộc trưng cầu dân ý của Pháp về hiến pháp châu Âu đã gây ra sự xích mích bên trong đảng. Dù Hollande được tái cử chức Bí thư thứ nhất tại Đại hội Le Mans năm 2005, quyền lực của ông trong đảng bắt đầu sụt giảm từ thời điểm này. Cuối cùng, người tình của ông, Ségolène Royal, được lựa chọn là đại diện của Đảng Xã hội trong cuộc bầu cử tổng thống năm 2007, và bà bị thua cuộc trước Nicolas Sarkozy. Hollande bị lên án nặng nề vì khả năng vận động kém của Đảng Xã hội trong cuộc bầu cử năm 2007, và ông thông báo rằng mình sẽ không tiếp tục chạy đua một nhiệm kỳ Bí thư thứ nhất nữa. Hollande công khai tuyên bố sự ủng hộ của mình cho Bertrand Delanoë, Thị trưởng Paris, dù Martine Aubry giành chiến thắng trong cuộc bầu cử người kế vị ông năm 2008.
Sau khi từ chức Bí thư thứ nhất, Hollande lập tức được bầu thay thế Jean-Pierre Dupont làm Chủ tịch Hội đồng Corrèze tháng 4 năm 2008, một vị trí ông vẫn còn giữ tới hiện nay. Năm 2008 ông ủng hộ việc thành lập Giải châu Âu đầu tiên cho Lịch sử Địa phương (Giải Étienne Baluze), được thành lập bởi "Société des Amis du musée du cloître" của Tulle, theo sự đề nghị của nhà sử học Pháp Jean Boutier. François Hollande đã trao giải đầu tiên ngày 29 tháng 2 năm 2008 cho nhà sử học Italia Beatrice Palmero tại Hội đồng Corrèze.

## Tranh cử Tổng thống
Sau khi được tái cử làm Chủ tịch Hội đồng Corrèze tháng 3 năm 2011, Hollande thông báo ông sẽ tham gia chạy đua trong cuộc bầu cử sơ bộ để chọn lựa ứng cử viên đại diện cho Đảng Xã hội và Đảng cánh Tả Cấp tiến trong cuộc bầu cử tổng thống Pháp. Cuộc bầu cử sơ bộ đánh dấu lần đầu tiên cả hai đảng tổ chức một cuộc bầu cử mở để lựa chọn một ứng cử viên chung cùng lúc. Ban đầu ông đứng thứ hai sau cựu Bộ trưởng Tài chính và Giám đốc Điều hành IMF Dominique Strauss-Kahn. Sau khi Strauss-Kahn bị bắt giữ vì nghi ngờ có hành vi tấn công tình dục tại New York tháng 5 năm 2011, Hollande bắt đầu dẫn đầu trong những cuộc thăm dò. Vị trí dẫn đầu của ông càng được củng cố khi Strauss-Kahn tuyên bố ông không tiếp tục tham gia tranh cử. Sau một loạt những cuộc tranh luận trên truyền hình trong suốt tháng 9, Hollande đứng đầu sau vòng một cuộc bỏ phiếu tổ chức ngày 9 tháng 10 với 39% số phiếu, không giành đủ 50% để thắng cử trực tiếp không cần qua vòng hai, nơi ông đối đầu với Martine Aubry, người về nhì với 30% phiếu bầu.
Vòng bỏ phiếu thứ hai diễn ra ngày 16 tháng 10 năm 2011. Hollande giành 56% số phiếu so với 43% của Aubry và vì thế trở thành ứng cử viên chính thức của Đảng Xã hội và Đảng cánh Tả Cấp tiến cho cuộc Bầu cử tổng thống Pháp năm 2012. Sau những kết quả ban đầu, ông lập tức giành được lời cam kết ủng hộ của những đối thủ bên trong đảng, gồm cả Aubry, Arnaud Montebourg, Manuel Valls và ứng cử viên tổng thống năm 2007 Ségolène Royal.
Chiến dịch tranh cử tổng thống của Hollande được điều hành bởi Pierre Moscovici và Stéphane Le Foll, một Thành viên Nghị viện và Thành viên Nghị viện châu Âu. Hollande chính thức tung ra chiến dịch tranh cử với một cuộc vận động và phát biểu tại Le Bourget ngày 22 tháng 1 năm 2012 với 25,000 người tham gia. Các chủ đề chính của bài phát biểu của ông là sự công bằng và quản lý tài chính, cả hai điều mà ông hứa sẽ trở thành một phần chính trong chiến dịch tranh cử của mình.
Ngày 26 tháng 1 ông vạch ra một danh sách đầy đủ các chính sách của mình trong một bản tuyên cáo với 60 đề xuất, gồm cả việc chia tách các hoạt động bán lẻ khỏi lĩnh vực kinh doanh đầu tư ngân hàng đầy rủi ro; tăng thuế đánh vào các công ty lớn, ngân hàng và người giàu; tạo ra 60,000 công việc giảng dạy; đưa tuổi nghỉ hưu trở lại về mức 60 từ mức 62 hiện tại; tạo ra các công việc được trợ cấp tại những khu vực có tỷ lệ thanh niên thất nghiệp cao; khuyến khích nhiều ngành công nghiệp tại Pháp hơn bằng cách lập ra một ngân hàng đầu tư công; trao quyền hôn nhân và nhận con nuôi cho những cặp đồng tính; và rút quân đội Pháp khỏi Afghanistan trong năm 2012. Ngày 9 tháng 2, ông vạch chi tiết các chính sách của mình liên quan tới giáo dục trong một bài phát biểu chính tại Orléans.
Ngày 15 tháng 2, Tổng thống đương nhiệm Nicolas Sarkozy thông báo ông sẽ chạy đua cho một nhiệm kỳ thứ hai, mạnh mẽ chỉ trích các đề xuất của Hollande, và tuyên bố rằng ông sẽ đưa lại "thảm họa kinh tế trong hai ngày sau khi nhậm chức" nếu ông thắng cử.
Hollande tới thăm Berlin, Đức, tháng 12 năm 2011 tham gia Đại hội Liên bang của Đảng Xã hội Dân chủ, tại đây ông đã gặp Sigmar Gabriel, Peer Steinbrueck, Frank-Walter Steinmeier và Martin Schulz; ông cũng tới Bỉ trước khi đến Vương quốc Anh vào tháng 2 năm 2012, nơi ông gặp Lãnh đạo đối lập Ed Miliband; và cuối cùng là Tunisia tháng 5 năm 2012.
Những cuộc thăm dò ý kiến cho thấy có một cuộc đua sát nút giữa hai ứng cử viên trong vòng bầu cử đầu tiên, với hầu hết kết quả cho thấy Hollande ở trước Sarkozy một khoảng cách sẽ khiến cuộc bầu cử phải tiếp tục ở vòng hai.
Vòng một cuộc bầu cử tổng thống được tổ chức ngày 22 tháng 4. François Hollande về nhất với 28.63% phiếu bầu và sẽ đối mặt với Nicolas Sarkozy ở vòng hai.
Ở vòng bầu cử thứ hai ngày 6 tháng 5 năm 2012, François Hollande được bầu làm Tổng thống Cộng hòa Pháp với 51.7% phiếu bầu.

## Tổng thống Pháp
Ngày 15 tháng 5 năm 2012, François Hollande trở thành Tổng thống thứ bảy của Đệ Ngũ Cộng hòa Pháp.

### Các chính sách
- Chính sách đối ngoại: ủng hộ việc rút quân Pháp đang có mặt tại Afghanistan vào cuối năm 2012.[28]
- Chính trị châu Âu: hướng tới việc ký kết một thỏa thuận mới về đối tác Pháp-Đức và ông ủng hộ việc thông qua một Hướng dẫn về việc bảo hộ những lĩnh vực dịch vụ công. Đề xuất quan hệ đối tác Pháp-Đức chặt chẽ hơn: "một sự thúc đẩy thành lập dịch vụ dân sự Pháp-Đức, việc tạo lập văn phòng nghiên cứu Pháp-Đức, việc tạo lập một quỹ công nghiệp Pháp-Đức để cung cấp tài chính cho những lĩnh vực cạnh tranh chung (vận tải, năng lượng hay môi trường) và việc thành lập một sở chỉ huy quân đội chung."[29]
- Hệ thống tài chính: ủng hộ việc thành lập một cơ quan tỷ giá châu Âu và chia tách việc cho vay với đầu tư trong các ngân hàng.
- Năng lượng: tán thành giảm tỷ lệ điện từ năng lượng hạt nhân tại Pháp từ 75 xuống 50% để ưu tiên cho những nguồn năng lượng tái tạo.
- Thuế thu nhập trên 1,000,000 euro mỗi năm ở mức 75% (các mức thuế ở mức thu nhập dưới một triệu không thay đổi).
- Thuế: ủng hộ việc sáp nhập thuế thu nhập và Đóng góp Xã hội chung (CSG), một khoản thuế phụ trội 45% cho những khoản thu nhập thêm 150,000 euro, capping tax loopholes ở một mức tối đa €10,000 mỗi năm, và đặt vấn đề với giảm nhẹ thuế đoàn kết về tài sản (ISF, Impôt de Solidarité sur la Fortune) cho rằng việc này sẽ mang lại thêm nguồn thu €29 tỷ.
- Giáo dục: ủng hộ tuyển mộ 60,000 nhân viên dân sự (giáo viên mới), lập ra một khoản trợ cấp học tập và giáo dục theo thị trường, lập ra một hợp đồng lợi ích song phương sẽ cho phép một thế hệ những nhân viên có kinh nghiệp và thợ thủ công trở thành người giám hộ và giáo viên của những nhân viên trẻ mới được tuyển mộ, nhờ thế tạo thêm được tổng số 150,000 công việc khác có liên quan.
- Giúp đỡ các doanh nghiệp vừa và nhỏ, với việc thành lập một ngân hàng công có định hướng đầu tư vào các doanh nghiệp vừa và nhỏ và giảm tỷ lệ thuế doanh nghiệp xuống 30% cho những doanh nghiệp cỡ vừa và 15% cho những doanh nghiệp nhỏ.
- Tuyển mộ 5,000 thẩm phán, sĩ quan cảnh sát và sen đầm.
- Xây dựng 500,000 căn nhà do nhà nước quản lý mỗi năm, gồm cả 150,000 nhà ở xã hội, được cung cấp vốn bởi việc tăng gấp đôi trần của Một khoản tiền gửi ngân hàng, các vùng thực hiện điều này bằng cách chuẩn bị đất đai thuộc chính quyền địa phương trong vòng năm năm.
- Trở lại thực hiện chế độ nghỉ hưu (do nhà nước chi trả) ở tuổi 60 cho những người đã có đóng góp trong hơn 41 năm.
- Hollande ủng hộ hôn nhân đồng giới và việc nhận con nuôi của những cặp hôn nhân đồng giới, và đã có những kế hoạch theo đuổi vấn đề này vào đầu năm 2013.[30]
- Chuẩn bị lập những quỹ phát triển cho những vùng ngoại ô nghèo khó.[31]
- Quay lại mức thâm hụt 0% GDP năm 2017.[32]
- Ủng hộ phê chuẩn Hiến chương châu Âu về các Ngôn ngữ Vùng và Ngôn ngữ Thiểu số, cho việc công nhận các ngôn ngữ địa phương của Pháp: Alsatian, Lorraine Franconian, ngôn ngữ Flemish Pháp, Catalan, Corsican, Breton, Gallo, Basque, các ngôn ngữ d'oïl, Franco-Provençal và Occitan.[33][34]
- Muốn "kết hợp vác vị trí của các chủ tịch Ủy ban châu Âu và Hội đồng châu Âu (hiện được giữ bởi José Manuel Barroso và Herman van Rompuy) thành một chức vụ duy nhất và rằng chức vụ này phải được lựa chọn trực tiếp" bởi các thành viên Nghị viện châu Âu.[29]

## Đời sống cá nhân
Trong hơn 30 năm, bạn tình của ông là người đồng chí trong đảng Xã hội Ségolène Royal, hai người có với nhau bốn con – Thomas (1984), Clémence (1985), Julien (1987) và Flora (1992). Tháng 6 năm 2007, chỉ một tháng sau khi Royal thất bại trong cuộc bầu cử tổng thống Pháp năm 2007, hai người thông báo họ không còn chung sống.
Vài tháng sau khi thông báo chia tay Ségolène Royal, một trang web của Pháp đăng tải các chi tiết về một mối quan hệ giữa Hollande và nhà báo Pháp Valérie Trierweiler. Sự tiết lộ này đã gây tranh cãi, bởi một số người coi nó là một sự vi phạm với quan điểm chặt chẽ của Pháp về việc bảo vệ đời sống cá nhân của các chính trị gia. Tháng 11 năm 2007, Valérie Trierweiler đã xác nhận và công khai bàn luận về quan hệ của mình với Hollande trong một bài phỏng vấn với tuần báo Pháp Télé 7 Jours.

## Tác phẩm
Hollande có một lượng lớn sách và tác phẩm hàn lâm đã được xuất bản, bao gồm:
- L'Heure des choix. Pour une économie politique (Thời điểm của những lựa chọn. Vì một nền kinh tế chính trị), với Pierre Moscovici, 1991. ISBN 2-7381-0146-1
- L'Idée socialiste aujourd'hui (Ý tưởng Xã hội Ngày nay), Omnibus, 2001. ISBN 978-2-259-19584-3
- Devoirs de vérité (Những bổn phận của Sự thật), những cuộc phỏng vấn với Edwy Plenel, éd. Stock, 2007. ISBN 978-2-234-05934-4
- Droit d'inventaires (Quyền sáng tạo), những cuộc phỏng vấn với Pierre Favier, Le Seuil, 2009. ISBN 978-2-02-097913-9
- Le rêve français (Giấc mơ Pháp), Privat, August 2011. ISBN 978-2-7089-4441-1
- Un destin pour la France (Một vận mệnh cho nước Pháp), Fayard, January 2012. ISBN 978-2-213-66283-1
- Changer de destin (Thay đổi số phận), Robert Laffont, February 2012. ISBN 978-2-221-13117-6